# República Socialista Soviética Autônoma Cazaque
A República Socialista Soviética Autônoma Cazaque (em russo: Казацская Автономная Социалистическая Советская Республика; em cazaque: Qazaq Aptonom Sotsijalistik Sovettik Respublikasь), conhecida também como RSSA Cazaque ou simplesmente Cazaquistão, foi uma república autônoma da União Soviética dentro da República Socialista Federativa Soviética da Rússia (RSFSR) existente entre 1920 e 1936. Foi criada em 26 de agosto de 1920 com o nome República Socialista Soviética Autônoma Quirguize.
Em 19 de fevereiro de 1925, Filipp Goloshchyokin foi nomeado como Primeiro Secretário do Partido Comunista na recém-criada RSSA Cazaque. De 1925 a 1933, ele dirigiu a república praticamente sem interferência externa e desempenhou um papel proeminente na construção da via ferroviária Turquestão–Sibéria, que foi construída para explorar a riqueza mineral do Cazaquistão. Depois de Stalin ter ordenado a coletivização forçada da agricultura na União Soviética, Goloshchyokin ordenou que a população, em grande parte nômade, do Cazaquistão fosse forçada a se estabelecer em fazendas coletivas. Isto causou fome cazaque de 1930-1933, que matou entre 1 e 2 milhões de pessoas.